# 朱亚杰
朱亚杰（1914年12月4日—1997年3月13日），男，江苏兴化人，中国化学工程学家。曾任石油大学教授、副校长，兼任中国科学院山西煤炭化学研究所研究员。

## 生平
1938年毕业于清华大学化学系。1949年获英国曼彻斯特大学硕士学位。1980年当选为中国科学院学部委员（院士）。